# Monarchie norvégienne
Le roi de Norvège (en norvégien : Norges konge) est le chef d'État de la Norvège. Il s'agit d'une monarchie constitutionnelle ayant un régime parlementaire dont l'origine remonte à Harald Ier et aux précédents royaumes mineurs qui s'unirent pour former la Norvège ; qui fut unie au Danemark et à la Suède pendant de longues périodes.
L'actuel monarque est le roi Harald V, qui règne depuis le 17 janvier 1991. L'héritier potentiel est son unique fils, le prince héritier Haakon. Le prince occupe plusieurs fonctions publiques cérémonielles, à l'instar de la femme du roi, la reine Sonja. Le prince est aussi le régent du royaume en l'absence du roi.
La Constitution de Norvège octroie d'importants pouvoirs exécutifs au roi ; cependant ils sont toujours exercés par le Conseil d’État au nom du roi (le Conseil du roi, ou cabinet). Formellement, le roi nomme le gouvernement selon son propre jugement, mais la pratique parlementaire est en place depuis 1884. La pratique constitutionnelle a remplacé la signification du mot « roi » dans la plupart des articles de la Constitution, de la personne du roi au gouvernement élu. Les pouvoirs conférés au monarque sont significatifs, mais sont considérés comme des pouvoirs de réserve et comme important dans le rôle de la monarchie en matière de sécurité.
Les fonctions royales sont principalement cérémonielles. Il ratifie les lois et les résolutions royales, reçoit et envoie les représentants des États.

## Accession au trône

### Couronnement
La Constitution de 1814 disposait que le couronnement se déroule dans la Cathédrale de Nidaros à Trondheim. Cet article rétablissait la relation entre le roi et l’église. Il fut abrogé en 1908. Quand le roi Olav V est monté sur le trône en 1957 il a souhaité recevoir la bénédiction de l’église pour son règne. La bénédiction fut donc introduite. Il s'agit d'une cérémonie plus simple qui se déroule toujours dans la Cathédrale de Nidaros. Le roi Harald V et la reine Sonja reçurent aussi la bénédiction en 1991.

### Serment
Selon l’article 9 de la Constitution, le roi, lorsqu'il prend, une fois majeur, le gouvernement, doit prêter, devant le Parlement, le serment suivant :

« Jeg lover og sværger, at ville regjere Kongeriget Norge i Overensstemmelse med dets Konstitution og Love; saasandt hjælpe mig Gud den Almægtige og Alvidende! »

— Article 9 de la Constitution

« Je promets et je jure de vouloir gouverner le royaume de Norvège conformément à sa Constitution et à ses lois ; ainsi Dieu tout-puissant et omniscient me soit en aide. »

— Article 9 de la Constitution

## Droits constitutionnels et privilèges
Bien que la Constitution de 1814 octroie d’importants pouvoirs exécutifs au monarque, ils sont presque tous exercés par le Conseil d’État au nom du monarque (le Conseil du roi). La pratique constitutionnelle a remplacé la signification du mot « roi » dans la plupart des articles de la Constitution, de la personne du roi au gouvernement élu.[pas clair] Les pouvoirs conférés au monarque sont significatifs, mais sont considérés comme des pouvoirs de réserves et comme important dans le rôle de la monarchie en matière de sécurité, et furent utilisés, pour la dernière fois, lors de la Seconde Guerre mondiale.

### Immunité
L'article 5 dispose que « la personne du Roi est sacrée ; il ne peut être ni blâmé ni accusé. La responsabilité incombe à son Conseil ». L'article s'applique à un roi personnellement, il a l'immunité légale souveraine.
L'article 37 dispose que « les princes royaux et les princesses royales ne sont, pour leur personne, justiciables que du roi ou de la personne que le roi nomme pour les juger ». Cela signifie que les princes et princesses ont l'immunité à la discrétion du roi. Il peut décider de les faire juger par les juridictions normales ou peut décider de les juger lui-même. L'article n'a, pour l'instant, jamais été appliqué.

### Conseil d’État
Le Conseil d’État se compose du Premier ministre et de son conseil, tous désignés formellement par le roi. Il s'agit du gouvernement de Norvège. Le parlementarisme est en place depuis 1884 et implique que le Cabinet doit avoir le soutien du Parlement et que la nomination par le roi est une formalité. En pratique, le monarque demande au chef du parti ayant la majorité au Parlement de former un gouvernement. Le roi se base sur l'opinion du précédent Premier ministre et du président du Storting sur ce point. La dernière fois qu'un roi a nommé un Premier ministre contre l’avis du précédent fut en 1928 quand il nomma le premier gouvernement travailliste.
L'article 12 de la Constitution dispose que « le roi choisit lui-même un Conseil parmi les citoyens norvégiens jouissant du droit de vote. [...] Le roi répartit les affaires entre les membres du Conseil des ministres de la manière qu'il juge convenable ».
L'article 30 dispose quant à lui : « chacun des membres du Conseil doit exprimer son opinion en toute sincérité, et le Roi est tenu de l'entendre. Néanmoins il appartient au Roi de se décider d'après son propre jugement ».

### Veto
Le roi doit signer (sanctionner) toutes les lois afin qu'elles puissent entrer en vigueur. Il peut apporter veto à toutes les lois. Toutefois, si par trois fois le Parlement approuve la loi, elle devient valide sans l’accord du roi. Le roi n'a jamais opposé son veto à l’époque moderne. La dernière loi entrée en vigueur sans le consentement du roi fut celle concernant le drapeau national en 1898.
S'il refuse d'approuver un projet de loi, « il le renvoie à l'Odelsting au Parlement, en déclarant qu'il ne juge pas convenable de le sanctionner pour le moment. Le projet ne peut plus, en ce cas, être présenté au roi au cours de la session ».

### Église de Norvège
L'Église de Norvège, aussi appelée Église évangélique et luthérienne de Norvège, est l'église d’État de Norvège, dont 86 % des Norvégiens sont membres. Elle est membre de la Communion de Porvoo.
Le roi est le gouverneur suprême et protecteur de l’église de Norvège. Il décide officiellement de l’attribution du poste d'évêque et veille à ce que l’église accomplisse son action selon les « normes prescrites ». Dans les faits, cependant, cette autorité est déléguée au ministre des affaires religieuses.

### Droit de grâce
Selon l’article 20 de la Constitution, « le roi a le droit, en Conseil des ministres, de gracier les criminels après que le verdict soit prononcé. Le condamné a le choix d'accepter la grâce du roi ou de se soumettre à la peine à laquelle il a été condamné ». 
L'exécution pratique de ce droit a été déléguée au ministre de la Justice. Cependant, le roi doit l’approuver en Conseil. En 2004, 51 demandes de pardons furent approuvées et 274 refusées.

### Nomination des hauts officiels
L'article 21 dispose que « le roi choisit et nomme, après avis du Conseil des ministres, tous les hauts fonctionnaires civils, ecclésiastiques et militaires ». La nomination est officiellement faite par le roi, mais en pratique, c'est le gouvernement élu qui fait le choix.

### Révocation du gouvernement
L'article 22 de la Constitution dispose que « le Premier ministre et les autres membres du Conseil des ministres, ainsi que les secrétaires d'Etat, peuvent, sans jugement préalable, être révoqués par le roi, après avoir entendu l'avis du Conseil des ministres en la matière ».

### Ordre de chevalerie
L'article 23 dispose que « le roi peut conférer des décorations à qui bon lui semble en récompense de mérites distingués […] ».
La Norvège a deux ordres de chevalerie : l'ordre de Saint-Olaf et l'ordre royal du mérite de Norvège. De plus, le roi confère d'autres médailles de distinctions pour différentes actions et accomplissements.

### Guerre
L'article 25 dispose que « le roi a le commandement suprême des forces de terre et de mer du royaume ». Le roi est aussi commandant en chef de l’armée de l'air mais elle n’est pas explicitement mentionnée car elle n’existait pas en 1814.
L'article 26 dispose que « le roi a le droit de rassembler des troupes, de déclarer la guerre pour défendre le pays et de conclure la paix, de contracter et de rompre des traités, de dépêcher et de recevoir des envoyés diplomatiques ».
Le roi est traité par les forces armées comme leur plus haut gradé, mais, derrière cette fiction légale, le contrôle complet des forces armées est détenu par le gouvernement élu. Le roi de Norvège reçoit traditionnellement un entraînement militaire intensif et poursuit jusqu'à un certain point une carrière dans les forces armées avant de monter sur le trône. Lors de la Seconde Guerre mondiale, le roi prit un rôle actif dans la prise de décision et bien que le gouvernement avait le dernier mot, l'opinion du roi avait du poids.

## Succession
L'ordre de succession au trône norvégien a suivi la règle de primogéniture absolue depuis 1990 tel que décrite à l'article 6 de la Constitution de Norvège. Seules les personnes descendant du monarque régnant et de ses frères et sœurs et leurs descendants peuvent prétendre au trône si les circonstances l’exigent.